# Атабаска (ледник)
Атабаска — ледник, является одним из шести основных «пальцев ног» на Колумбийском ледниковом поле, расположенном в канадских Скалистых горах (в национальном парке Джаспер). Ледник в настоящее время отступает со скоростью около 5 метров (16 футов) в год и отступил более чем на 1,5 км (0,93 мили) и потерял более половины своего объёма за последние 125 лет. Легко доступный, самый посещаемый ледник в Северной Америке. Передняя кромка ледника находится в нескольких минутах ходьбы, однако поездки на ледник не рекомендуются, если они не оборудованы надлежащим образом. Скрытые трещины привели к гибели неподготовленных туристов.

## Тренировочный центр
Исследовательский центр Icefield, закрыт в зимний период (с середины октября по середину апреля), находится напротив ледника. Он используется как домик и для продажи билетов для осмотра достопримечательностей на леднике. Стандартные автобусы транспортируют туристов к краю ледника, где они пересаживаются на специально разработанные автобусы повышенной проходимости для перевозки по крутым склонам, снегу и льду, идущие к вершине ледника.
Протяжённость ледника составляет около 6 км (3,7 мили), площадь — 6 км² (2,3 кв. миль), и измеряется от 90 до 300 метров (300—980 футов)[прояснить].